# Unifacisa Basquete
A Unifacisa Basquete, ou também Basquete Unifacisa, é um clube brasileiro masculino de basquete, sediado na cidade de Campina Grande, no estado da Paraíba. O time participa atualmente do NBB e do Campeonato Paraibano.

## História
O basquete da Unifacisa surgiu em 2012 e rapidamente conquistou seu espaço no basquete paraibano. A equipe é a atual hexacampeã do estado, tendo conquistado seu primeiro título estadual em 2013. Em 2016, começou a escrever sua história no cenário nacional, ao vencer a etapa do Nordeste da Copa Brasil. No ano seguinte, a Unifacisa conquista o bi da Copa Brasil Nordeste e dá outro passo rumo à elite do basquete brasileiro com a conquista da Supercopa Brasil, então o Campeonato Brasileiro da 3.ª Divisão, após derrotar o Cerrado Basquete por 84 a 66. Com isso, a Unifacisa garantiu vaga no Campeonato Brasileiro - 2.ª Divisão: a Liga Ouro de Basquete, que dava acesso ao Novo Basquete Brasil.
Na primeira participação na Liga Ouro, a equipe de Campina Grande foi eliminado pelo Macaé nas quartas. Na edição de 2019, a Unifacisa novamente conseguiu atingir os playoffs, ao terminar em quarto lugar na fase classificatória. Nas quartas, eliminou o Cerrado Basquete, depois de vencer duas partidas. Na semifinal, derrotou o APVE-Londrina na série melhor de cinco por 3 a 1. Na grande decisão, o adversário foi o São Paulo. Paraíbanos e paulistas fizeram um playoff totalmente equilibrado. Com o triunfo no jogo número cinco, em pleno ginásio do Morumbi, a Unifacisa se tornou o primeiro time do Nordeste a ganhar a Liga Ouro e garantiu vaga na elite do Campeonato Brasileiro (NBB).
Na primeira participação no NBB, a Unifacisa ficou em décimo lugar na edição marcada por não ter chego ao fim em razão da pandemia de COVID-19.

## Títulos
| Nacionais | Nacionais                           | Nacionais | Nacionais                           |
|           | Competição                          | Títulos   | Temporada                           |
| --------- | ----------------------------------- | --------- | ----------------------------------- |
| Brasil    | Campeonato Brasileiro - 2.ª Divisão | 1         | 2019                                |
| Brasil    | Campeonato Brasileiro - 3.ª Divisão | 1         | 2017                                |
| Estaduais |                                     |           |                                     |
|           | Competição                          | Títulos   | Temporada                           |
| Paraíba   | Campeonato Paraibano                | 6         | 2013, 2014, 2015, 2016, 2017 e 2018 |
| Paraíba   | Liga Paraibana                      | 1         | 2017                                |

### Outros torneios
- Copa Brasil Nordeste: 2 vezes (2016 e 2017).
- Jogos Universitários Brasileiros: 2 vezes (2016 e 2017).
- Torneio Integração: 2022.

## Últimas temporadas
- a Com a criação da Champions League na temporada 2019-20, a Liga das Américas deixou de ser disputada.

- * Por conta da pandemia de COVID-19 a temporada foi cancelada. A posição refere-se à colocação da equipe ao término da fase de classificação, que serviu como colocação final, apesar de não ter sido declarado um campeão. O critério foi utilizado apenas para a distribuição de vagas em torneios internacionais.

Legenda:
| Campeão Vice-campeão | Classificado à Champions League Classificado à Liga das Américas Classificado à Liga Sul-Americana | Rebaixado à divisão inferior. Promovido à divisão superior. |

- NBB = Novo Basquete Brasil
- LO = Liga Ouro de Basquete
- SCB = Supercopa Brasil de Basquete